# Аромат виски
Аромат виски — относится к комбинированному эффекту вкуса и аромата. Основу будущего аромата виски создают процессы ферментации и дистилляции. Ферментация является одним из ключевых источников вкусовых соединений, которые сохраняются в конечном спирте.
Дистилляция виски имеет следующие различия:
- перегонка в медных кубах небольшими партиями в случае односолодового виски;
- непрерывная перегонка в случае зернового виски

Однако, наибольший вклад в аромат виски, вносит выдержка в деревянных бочках. В среднем от 50 до 80 % общего аромата виски приходится на процесс выдержки в бочках. Наибольшее разнообразие отдельных ароматических молекул привносится на этапе ферментации, однако часть из них теряется во время дистилляции. Древесина в процессе выдержки напитка придает ему объемные ароматы, которые и остаются в конечном продукте. Также огромную роль играет основной «терруар» исходного продукта в целом, то есть тип ячменя и место его выращивания, а также географическое положение дистиллерии. При этом есть исключения из данного утверждения, в частности применение торфа в процессе соложения (обжигания). Эта особенность придаёт виски свой характерный вкусовой профиль, благодаря образованию новых соединений, особенно фенолов. Торф из разных регионов может придать напитку разные фирменные характеристики.
Кроме того, дымность торфяного виски имеет тенденцию уменьшаться при экстенсивной выдержке в бочках. Тяжелые ароматы торфяного дыма в виски также являются относительно новым предпочтением среди потребителей — исторически это не всегда так высоко ценилось и подчеркивалось. Эти ароматы всегда были присущи винокурням, использующим торф, но, на данный момент они возродились, как то, что потребителям непосредственно нравится в аромате виски.

## Основные ароматы виски
Выдержанный виски чаще всего относится к одной из следующих основных групп: ореховые, фруктовые, дымные, сладкие и пряные. Многие профили пересекаются между собой. Однако в обязательном порядке присутствует какой-то доминирующий вкус и аромат (или верхняя нота), которые будут выделяться.

### Ореховый профиль
Одним из основных профилей, характерных для виски, является глубокая ореховая или древесная нота. Даже виски длительной ферментации будет иметь ореховый вкус и аромат. Различные соединения создают разные ароматы. Фурфурол, который является побочным продуктом процессов соложения и дистилляции, имеет оттенок марципана или миндаля. Метилпиразин и 2-фуранметанол, элементы, которые соответствуют вкусу жареных орехов. Обугленная древесина дуба способствует выработке метилпиразина и 4-метил-5-винилтиазола, которые придают ореховые и древесные ноты. Дубовые лактоны являются побочным продуктом процесса бочковой выдержки и придают ореховый вкус, которым славятся многие сорта виски.

### Фруктовый профиль
Фруктовые ароматы в виски являются результатом образования во время ферментации сложных эфиров, в процессе преобразования глюкозы в этанол. «Фруктовость» воспринимается по-разному, в зависимости от предыдущего опыта дегустатора. В большинстве случаев, под фруктовым виски имеется в виду напиток с тропическими нотками — банан, манго, ананас; цитрусовые, такие как грейпфрут или апельсин; или фруктовые, такие как яблоко, груша, хурма. Также сушеные фрукты: изюм, кишмиш, чернослив. Такие оттенки чаще всего встречаются в традиционном ирландском односолодовом виски тройной дистилляции, а также в виски из Спейсайда. Это довольно популярные ароматы, потому, что данные подкатегории виски являются одними из самых широко потребляемых видов спиртных напитков на планете.

### Дымный профиль
Самыми известными, в данной категории, являются торфяные виски с Гебридского острова Айлей. Эти напитки дистиллируются с использованием ячменя, соложенного при помощи торфа. Laphroaig, Lagavulin и Ardbeg являются наиболее яркими представителями дымного виски. Дым в профиле напитка может проявляться по-разному. Он не должен содержать ноты йода, смолы, пластыря, которые характерны Айлею. Дымность характеризуется запахом барбекю или табачного листа, которые характерны для такого представителя как Bushmills 16 Irish Single Malt. Сигары, темный кофе, чёрный шоколад — все эти ароматы отклоняются в сторону дымности.

### Сладкий профиль
Сладкие ароматы виски, выдержанного в бочках из-под бурбона или новых дубовых бочках, преобразуются из сладкого ароматного ванилина и сложных эфиров, а не от сахара. Однако сахара могут играть значительную роль в случае бочек, ранее использовавшихся для сладкого вина или подслащенного спирта.
Ириска, ваниль, мёд — все эти виды ароматов являются общими вкусовыми нотами сладкого виски. Ярким представители данной обширной категории является бурбон, который изготавливаться в основном из кукурузы и выдерживаться в обугленных бочках из белого дуба, которые ранее не использовались. Эти производственные требования приводят к тому, что напиток в значительной степени опирается на карамель, корицу, ваниль и разнообразные цукаты.

### Пряный профиль
Наиболее очевидным является перец чили, который на самом деле имитирует вызывающие потоотделение компоненты капсаицина, отлично сочетающегося со спиртуозностью в виски бочковой крепости.

## Значение выдержки в бочках
По закону в большинстве юрисдикций требуется значительный период выдержки в бочках, прежде чем продукт будет называться виски. И несмотря на относительное возрождение в последнее время так называемого «белого виски», выдержка в древесине действительно имеет наибольшее значение.
Виски, как правило, выдерживается в деревянных бочках разного размера (обычно из дуба), часто в них ранее содержались другие спиртные напитки (например, различные сорта вина, херес, другие сорта виски и т. д.).
Древесина — сложный материал природного происхождения. Её жесткая структура защищает виски от воздействия внешней среды, но только до определённой степени при этом позволяя «дышать» (то есть дерево обеспечивает газообмен с окружающей средой). Выдержка в бочках придает виски новые химические соединения и помогает отфильтровывать другие, менее желательные.
Важным аспектом при подготовке бочек является то, что внутренняя поверхность древесины часто обугливается. Основная роль этого обугливания заключается в фильтрации нежелательных соединений в виски, в частности серы. Обугливание также обеспечивает барьер от древесины, который изменяет скорость обмена в обоих направлениях, благоприятствуя длительному хранению для постепенного созревания (которое, по мнению экспертов, придает наилучший вкусовой профиль). Обугливание бочек способствует высвобождению ванилина, придает поджаренные и карамелизированные ноты, а также придает золотистый цвет конечному продукту. Обугливание также способствует введению в виски новые вкусовых соединений, таких как лигнин. Древесина помогает удалить часть химических «примесей», оставшихся в сыром спирте, и привносит новые. Эти соединения, называемые конгенерами, придают аромат виски. Процесс обмена в древесине рассчитан на значительное время и зависит от размера бочки и условий окружающей среды во время хранения — роль местной окружающей среды во время выдержки в бочке (газообмен работает в обоих направлениях). Важным является доступ воздуха к виски, с последующим окислением, выпариванием — долей Ангела. Доля Ангела способствует смягчению спиртуозности напитка, поскольку часть алкоголя испаряется. Таким образом вкус виски становится мягче с течением временем.

### Значение размера бочек
Размер емкостей регламентирован законом — не более 700 кубических литров. Большинство бочек имеют объём 500 л или 200—225 л, хотя возможны и меньшие (так называемые «четвертные бочки»). Важным является соотношении площади поверхности к объёму: чем меньше бочка, тем быстрее виски взаимодействует с древесиной.
Как правило, шотландский виски выдерживается в бывших в употреблении бочках. Это обусловлено тем, что предыдущее содержимое бочки способствует изменению вкусового профиля спирта, благодаря тому, что в деревянных клепках бочки остаётся часть продукта предыдущего содержания. В среднем этот показатель варьируется до 1 % от общего объёма бочки. Со временем этот процент объёма смешается с молодым виски, при этом изменив его вкус. Данный процесс известен как диффузия, это ещё одна важная особенность созревания виски в деревянных бочках. Бочки из-под хереса (особенно первого розлива) придают виски характерный вкус, аромат и цвет.
Большинство шотландских виски выдерживается в бочках из-под бурбона, которые согласно законодательства США, не должны повторно применяться для производства бурбона. Это создает симбиотическую отрасль, в которой практика одной юрисдикции дополняет другую. Бочки из-под хереса часто повторно используются много раз, а иногда используются только для окончательной «доводки» виски, который созревал в бочках из-под бурбона. Бочки из-под бурбона, изготовленные из белого американского дуба, придают напитку нотки ванили, вишни и специй. Винные бочки, изготовленные из европейского дуба, придают напитку ароматы гвоздики, апельсина и сухофруктов.
В процессе выдерживания виски в деревянных бочках на него оказывают влияние не только процессы экстракции и диффузии. Выдержка в бочках — сложный процесс, в котором множество факторов определяют окончательный вкус виски. Особенно интересен опыт производства виски в тропических условиях, где более высокие температуры окружающей среды ускоряют все химические реакции, происходящие во время выдержки.
Бочки для созревания виски используются более одного раза — первое использование оказывает наибольшее влияние древесины на созревающий напиток. С течением времени данная особенность уменьшаться. Для восстановления необходимых свойств дубовые бочки подвергаются повторному обжигу.

## Дегустация виски
Виски необходимо пить медленно, предварительно взболтав его в стакане, чтобы насладиться цветом и вязкостью, которые могут многое рассказать о вкусе и о том, как долго напиток выдерживался. Улавливание аромата, является самой важной частью дегустации виски, поскольку обоняние тесно связано с восприятием вкуса.